# Санаторий Березовка
Санаторий Березовка (каз. Березовка емдеу-сауықтыруы) — населённый пункт в Бородулихинском районе Абайской области Казахстана. Входит в состав Новодворовского сельского округа. Код КАТО — 633857300.

## Население
В 1999 году население населённого пункта составляло 181 человек (89 мужчин и 92 женщины). По данным переписи 2009 года, в населённом пункте проживал 171 человек (83 мужчины и 88 женщин).